# Coccosteus

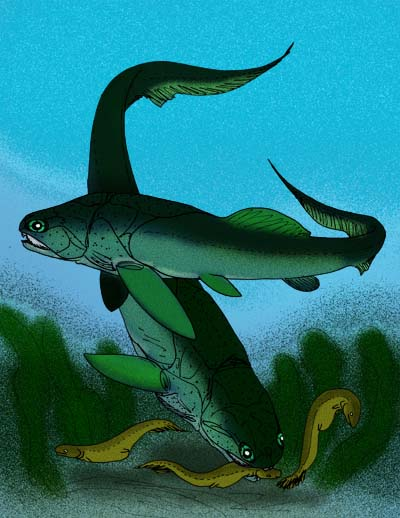
Recreación de dos Coccosteus cuspidatus alimentándose de un Palaeospondylus gunni.

Coccosteus (gr. "semillas del hueso") es un género extinto de peces placodermos artrodiros del Devónico. Los ejemplares más grandes midieron unos 40 cm, aunque la longitud media fue de 20 a 24 cm.

## Características
Al igual que los demás artrodiros, los Coccosteus poseían articulaciones entre las placas del cuerpo y el cráneo. Además, también tenía una articulación interna entre vértebras de su cuello y la parte posterior del cráneo, lo que permitía abrir la boca en un ángulo más amplio y cazar presas de mayor tamaño.

## Hábitat y distribución
Probablemente el artrodiro mejor conocido, Coccosteus fue descrito en 1841, y desde entonces se han identificado hasta 49 especies, muchas de ellas reclasificadas posteriormente. Sus fósiles han sido encontrados en toda Europa y América del Norte. La mayoría de estos fósiles han sido encontrados en sedimentos de agua dulce.